# Polvijärvi
Polvijärvi este o comună din Finlanda.